# 刺芋
刺芋（学名：Lasia spinosa）是天南星科刺芋属的植物。分布在泰国、马来西亚、印度东北部、缅甸、马来半岛、印度尼西亚、锡金、中南半岛、孟加拉以及中国大陆的云南南部和西南部、广西南部、广东南部等地，生长于海拔650米至1,530米的地区，多生于阴湿草丛、沟边、田边以及竹丛中。

## 别名
刺过江（云南永德）；旱茨菇、金茨菇（云南梁河）；野茨菇、山茨菇（云南华宁）；“帕南”、“派克那”（傣族语）；刺茨菇（广西合浦）；簕芋、野簕芋、竻水菇、茨菇（广东）；水茨菇（广西博白）；簕菜薯（广西陆川）；山连藕（广西龙津）；簕地菇（广西玉林）

## 外部連結
- 刺芋 Ciyu 藥用植物圖像數據庫 (香港浸會大學中醫藥學院) （繁體中文）（英文）